# Marcus Titus
Marcus James Titus (nacido el 20 de mayo de 1986) es un nadador estadounidense sordo que llegó hasta el octavo puesto en los Juegos Olímpicos de 2012. Titus ganó un campeonato estatal en Flowing Wells High School y ha sido 12 veces All-American en Arizona, fue una figura importante en el equipo de campeonato de la NCAA 2008 de los EE. UU., Y anteriormente fue entrenador del equipo Sordolimpiadas de 2013. También es conocido por ser un portavoz de los atletas sordos y con problemas de audición en el mundo de la natación.
Titus es el poseedor del récord mundial de sordos en el estilo libre de 50 metros, en el estilo libre de 100 metros, en la carrera de 50 metros y en la carrera de 100 metros, todos los cuales estableció récords en el Campeonato Mundial de Sordos. Los aspectos más destacados de la carrera de Titus incluyen terminar tercero en la carrera de estilo pecho de 100 metros en el Campeonato Nacional de Estados Unidos de 2009, ocupando el cuarto lugar en el mismo evento del año siguiente en 2010 y, por último, ubicándose en el tercer lugar en el de 2011.
En su carrera posterior, Titus se postuló para las Pruebas Olímpicas de 2012, entrenó al equipo Sordolimpiadas 2013 y planeó regresar para competir en las Pruebas Olímpicas de Río 2016, quedando sexto en los 100 metros braza durante las pruebas, trials, nacionales.

## Primeros años
Marcus Titus nació el 20 de mayo de 1986 en Tucson, Arizona.  Titus nació sordo.  Sin embargo, sus padres, Mark y Mieko Titus, no lo descubrieron hasta la edad de tres años. Titus puede escuchar una conversación de cerca al cincuenta por ciento de su capacidad cuando lleva un dispositivo en su oído derecho. Su intérprete, Hans Ferguson, lo ayuda a comunicarse mejor en reuniones mediante el uso de señales con la mano para informarle cuándo debe dejar su huella y comenzar la carrera.  Titus asistió a un Instituto de Sordos hasta el cuarto grado, después fue a la escuela pública.  Fue aquí donde encontró su amor por la natación y ha continuado este sueño de la natación competitiva.  Comenzó a nadar a la edad de doce años para su equipo de escuela secundaria, Flowing Wells.  Allí, Titus ganó cuatro cartas universitarias en natación y fue nombrado High School All-American en su último año.  Participó en el equipo de relevo 4 x 100, ayudando a llevar a su equipo al primer lugar en los Campeonatos Nacionales. 

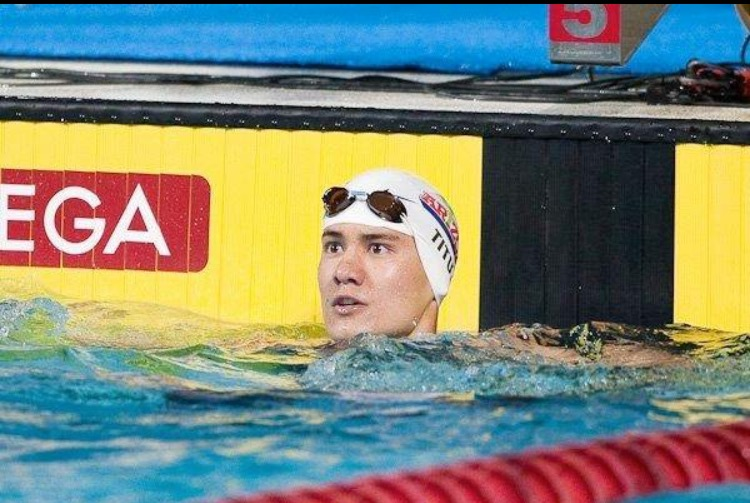
Nadador Marcus Titus

Titus ganó cuatro letras del equipo universitario en natación en la escuela secundaria de Flowing Wells en Tucson, Arizona. Participó en el equipo de relevo medley 4 x 100, ayudando a llevar a su equipo al primer lugar en los Campeonatos Nacionales en los que su tiempo parcial fue de 1:04.14. En una serie Speedo Champion, Titus obtuvo el primer lugar en los 100 metros con estilo pecho con un tiempo de 1:05.14. Titus fue nombrado High School All-American en su último año.
Titus asistió a la Universidad de Arizona y se graduó en estudios para sordos / educación especial.  Su entrenador de natación de la universidad lo apodó Marco Aurelio porque su nombre sonaba muy romano. Titus también ganó el título de un All-American múltiple en braza y en eventos de relevo medley, ubicándose segundo en las NCAA de 2008.

## Carrera de natación

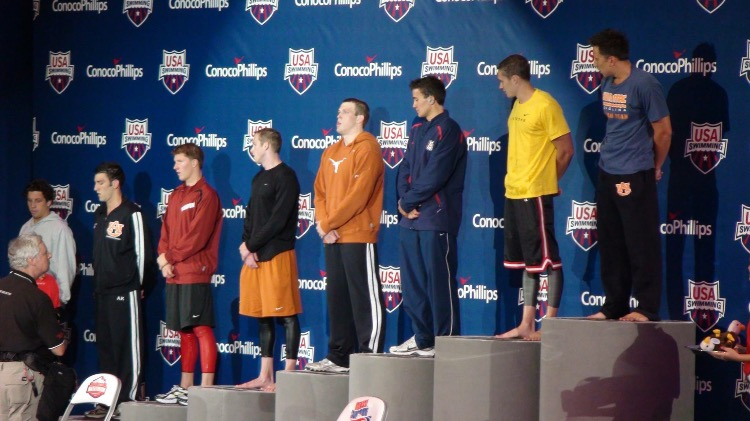
Marcus Titus en una ceremonia de premios de natación durante el Campeonato Nacional de Estados Unidos 2011

La carrera de natación de Marcus Titus comenzó cuando decidió unirse a su equipo de natación de la escuela secundaria en Flowing Wells.  Continuó nadando a lo largo de toda la carrera de la escuela secundaria y, finalmente, continuó con ella en la universidad cuando asistió a la Universidad de Arizona. Es el poseedor del récord de braza de 100 yardas de la Universidad del Estado de Arizona y la Universidad de Arizona. Con la ayuda de su entrenador, Frank Busch, Titus logró que el equipo nacional de EE. UU. Ganara tres reconocimientos consecutivos.  Durante los Juegos Panamericanos, Titus ganó una medalla en braza de 100 metros en Guadalajara , ganando su primera medalla en una competencia internacional.  Esto, junto con todos los otros grandes eventos a los que ha asistido y puntuado, como el NCAA, el US Open y los ensayos olímpicos, lo ha convertido en uno de los nadadores sordos más reconocidos de los Estados Unidos.
En la Universidad Estatal de Arizona en 2006, Titus obtuvo un mejor tiempo personal de 54.28 en los 100 m de pecho en los Campeonatos Pac-10 , estableciendo un nuevo récord escolar.  También terminó 10º en los 200 m de pecho con un tiempo de 2: 00.58 y 6º en los 100m de pecho en el 2005, y en el Texas Invitational con un tiempo de 54.77. Titus también ganó el título de un All-American múltiple en braza y en eventos de relevo medley, ubicándose segundo en las NCAA de 2008.
Tito originalmente intentó formar parte del equipo olímpico de EE. UU. En las pruebas olímpicas de 2008 en Pekín, pero se quedó corto. Con la esperanza de lograrlo en las pruebas olímpicas de 2012, Titus compitió en los Juegos Panamericanos, en Guadalajara, México, para ayudar a prepararse. Necesitaba hacer mejoras en su técnica de golpe para permitir menos resistencia.  En las pruebas olímpicas de 2012, Titus consiguió un tiempo de 1:00:49 en braza, ocupando el octavo lugar, apenas faltando para hacer el equipo olímpico por 0.79 segundos. Desde su primer intento en las pruebas olímpicas en 2008, Titus se deshizo de 1.18 segundos de su tiempo en las pruebas olímpicas de 2012.  Después de esto, Titus se tomó un descanso de la natación competitiva para entrenar al equipo de Sordolimpiadas de Estados Unidos. 
Titus se posicionó como entrenador de EE. UU. para las Sordolimpiadas de 2013 en Sofía, Bulgaria .  Como entrenador, Titus llevó a su equipo a dos nuevos récords mundiales y múltiples récords y medallas estadounidenses.

## Entrenamiento
Titus se tomó un año libre de la natación para tomar una posición como entrenador de natación para el equipo de EE. UU. En los Deaflympics 2013.  Además de nadar, Titus espera comenzar una carrera como entrenador de nadadores.  En 2013, hubo mucha controversia sobre si Titus debería ser el entrenador en jefe del equipo de Deaflympics.  Titus fue nominado por primera vez por Dale Parker, Director de US Deaf Swimming (USDS), para el trabajo, pero fue rechazado por la Federación de Deportes de Sordos de los Estados Unidos porque aún era considerado un participante activo en la natación y, por lo tanto, no podía hacer malabarismos con ambos trabajos.  Mientras Parker continuó presionando para que Titus dijera que Marcus Titus, el mejor candidato de US Deaf Swimming para liderar el equipo, argumenta que Titus solo entraría en los relevos mientras entrenaba, lo que le permite asumir las responsabilidades.  Sin embargo, la Federación de Deportes para Sordos de los Estados Unidos todavía buscaba un entrenador en jefe con un "rol único".

### Influencia en el mundo de la natación
Además de su éxito en la natación, también ha hecho un cambio positivo para los nadadores sordos en carreras y competiciones. Lo ha hecho a través de sus esfuerzos para ponerse en contacto con los funcionarios sobre el hecho de permitir señales manuales durante las carreras. Después de mucho trabajo y esfuerzo para obtener señales de mano en el libro de reglas, la natación de Estados Unidos finalmente las considera obligatorias. En un deporte que se decide solo por fracciones de segundo, esto permite que los nadadores sordos puedan hacer su mejor esfuerzo durante la competencia sin tantos obstáculos.
USA Swimming decidió permitir las señales con las manos en las pruebas olímpicas de los EE. UU., gracias a Titus y su base de aficionados, para acomodar a nadadores sordos. Titus, al escuchar que USA Swimming no permitía que las señales de mano cumplieran con las reglas internacionales, habló con US Swimming a través de un abogado.  Cuando esto no funcionó, Titus creó una página de Facebook para que los aficionados enviaran correos electrónicos a los oficiales de natación de Estados Unidos. Antes solo usaban luces estroboscópicas, lo que es bueno para los nadadores sordos y con problemas de audición para saber cuándo comenzar la carrera, pero no para ninguna otra señal. Titus tomó esto como una forma de discriminación contra los nadadores sordos y con problemas de audición.  Mientras que otras organizaciones de natación utilizaron las señales con las manos para adaptarse a las personas con discapacidad auditiva, USA Swimming no.  Titus, respaldado por US Deaf Swimming y USA Deaf Sports Federation, finalmente logró que USA Swimming revirtiera esta decisión en julio de 2012.
Sin señales manuales, los nadadores sordos se encuentran en una verdadera desventaja. Los nadadores sordos los necesitan para escuchar las instrucciones del árbitro para avanzar hasta los bloques de inicio, dejar sus marcas antes de comenzar, o incluso escuchar el zumbido para bucear. En un deporte donde cada milisegundo es importante, tener que mirar a otros nadadores puede arruinar una carrera.

## Premios

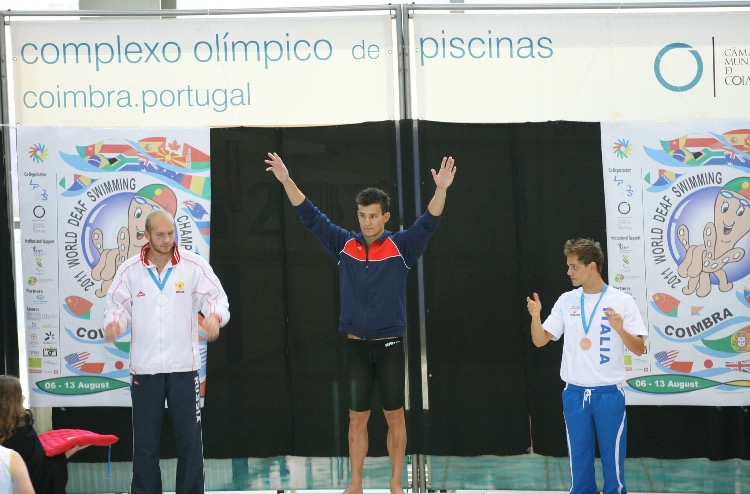
Marcus Titus en la ceremonia de entrega de premios en el Campeonato Mundial de Natación para Sordos en Portugal

Quedó tercero en 100 metros de pecho en el Campeonato Nacional 2009 y cuarto en el mismo evento el año siguiente. El año siguiente obtuvo el tercer puesto en los 100 m braza en el Campeonato Nacional de 2011. En las Sordolimpiadas de 2011, Titus rompió el récord mundial al batir su propio récord. Fue nombrado "nadador del evento" cuando ganó cinco medallas de oro individuales y una medalla de plata y bronce en el Concurso Internacional de Natación para Sordos. Marcus Titus también participó en los Juegos Panamericanos de México en 2011 y ganó una medalla de plata en un relevo de 4 x 100 y una medalla de bronce en 100m de braza. En 2012, casi llegó a la lista olímpica por ocho décimas de segundo en los 100 metros braza.
El equipo del USDS llevó a 19 nadadores al Campeonato Mundial de Natación para Sordos en Coímbra, Portugal.  El equipo recuperó un total de 22 medallas (11 de oro, 4 de plata y 7 de bronce).  El equipo del USDS (United States Deaf Swim) fue nombrado 2011 World Deaf Swimming Champions.  Titus ganó el título "Swimmer of the Meet" luego de ganar cinco medallas de oro individuales y un bronce individual en el Campeonato Mundial de Sordos 2011 en Portugal.  También ganó una medalla de plata y dos medallas de bronce en los eventos de relevo.  En este encuentro solo, Titus estableció récords mundiales de sordos en los 50 m braza, 50 m estilo libre y 100m estilo libre.
Titus asistió como entrenador en las Sordolimpiadas  y ayudó al equipo estadounidense de a ganar dieciocho nuevos registros estadounidenses y dos nuevos récords mundiales en los Juegos Sordolimpiadas de agosto de 2013 en Sofía, Bulgaria.  El equipo, formado por once nadadores, triunfó con dos medallas de oro, una medalla de plata y tres medallas de bronce.  El equipo también logró ganar múltiples mejores tiempos personales y tres récords estadounidenses con dos récords mundiales.
| Reunirse                    | Evento                                                 | Lugar                                          |
| --------------------------- | ------------------------------------------------------ | ---------------------------------------------- |
| Juegos Panamericanos 2015   | 100m estilo pecho BR)                                  | 3 final                                        |
| Campeonatos de la NCAA 2011 | 100m BR; 100y; BR; 200y BR; 200y relevo medley (MED-R) | 4 final; 11 final; 5 final; 6 final            |
| US Open 2010                | 400y MED-R; 100m BR                                    | 2 final; 1 final                               |
| 2009 NCAAs                  | 400m MED-R; 100y BR; 200y BR; 200y MED-R               | 7 final; 15 final; 12 Final (fn); 9 Final (fn) |
| PRUEBAS                     | 400y MED-R; 100m BR; 100m BR                           | 20 final; 17 final; 16 final                   |
| 2008 Swimvitational         | 200 m BR; 100m BR                                      | 5 final; 24 final                              |
| NCAAs                       | 200 m BR; 100y BR; 200y BR; 200y MED-R                 | 2 final; 10 final; 5 Final (fn); 5 Final (fn)  |
| Nacionales de verano 2007   | 200y MED-R; 50 m estilo libre (FR)                     |                                                |
| 2007 Estados Unidos abierto | 200 m BR; 100 BR                                       | 11 final; 14 final                             |
| Nacionales de verano 2006   | 200 m BR; 400 MED-R                                    |                                                |
| Nacionales de verano        | 100m BR; 400 MED-R                                     | 14 final                                       |